# Markus Rühl
Markus Rühl (Darmstadt, 22 febbraio 1972) è un culturista tedesco.
Soprannominato Das Freak, è vincitore del Night of Champions del 2002.

## Storia
Markus Rühl ha iniziato la sua carriera di bodybuilding a 23 anni, senza immaginare che un giorno avrebbe praticato questo sport a livello professionale. Dopo 4 anni di duro allenamento passò da 60 a 100 kg di peso e si sentì pronto per il campionato Newcomer di Assia del 1994. Tuttavia uno strappo alla spalla costrinse Markus a posticipare il campionato di un anno. Nel 1995, con il peso di 110 kg, vinse la categoria dei pesi massimi alla Bachgau-Cup di Babenhausen. Una settimana più tardi arrivò secondo al campionato Newcomer di Assia. Nel 1997, dopo un allenamento di 7 anni e un peso di 113 kg, Markus vinse il campionato tedesco, ricevendo il tesserino pro IFBB. In seguito egli partecipò a molte gare importanti come il Mr. Olympia e l'Arnold Classic.

## Dati fisici[3]
- Altezza: 177 cm
- Peso Off Season: 143–146 kg
- Peso in gara: 124-128 kg
- Braccia: 57–59 cm
- Gambe: 78–84 cm
- Petto: 148 cm

## Carriera[4]
- 2009 Mr. Olympia - 15th
- 2009 New York Pro - 3rd
- 2006 Mr. Olympia - 8th
- 2006 Austria Pro Grand Prix - 3rd
- 2005 Mr. Olympia - 15th
- 2004 Mr. Olympia - 5th
- 2003 Arnold Classic - 3rd
- 2002 Mr. Olympia - 8th
- 2002 Night of Champions - 1st
- 2002 Toronto Pro Classic - 2nd
- 2001 Mr. Olympia - 14th
- 2000 Toronto Pro - 1st
- 2000 Mr. Olympia - 7th
- 2000 Night of Champions - 2nd
- 2000 Joe Weiders World Pro Cup San Marino - 5th
- 2000 Grand Prix England - 5th
- 1999 Mr. Olympia - 12th
- 1999 Night of Champions - 4th
- 1999 Joe Weiders Pro World - 7th
- 1999 Grand Prix England - 7th

## DVD
- XXXL-Big beyond belief - 2000
- Made in Germany - 2004
- Big and loving it - 2007
- Ruhling 4 Ever - 2010